# Machala (Stadt)
Machala ist eine Stadt und ein Municipio in Ecuador. Teil des Municipios ist die Parroquia urbana Machala. Die Stadt Machala hatte beim Zensus 2010 231.260 Einwohner. Sie ist Hauptstadt der Provinz El Oro und bekannt als Handels- und Bankenzentrum der südlichen Küstenregion Ecuadors. Die Stadt und ihr Hafen Puerto Bolívar sind vor allem Umschlagplatz für in der Region produzierte Bananen, Kaffee, Kakao und Garnelen, wobei Puerto Bolívar Ecuadors bedeutendster Bananenhafen ist und Machala als „Welthauptstadt der Banane“ gilt. Neben Banken und Handelsunternehmen gibt es in der Stadt auch Industriebetriebe, die in erster Linie landwirtschaftliche Produkte verarbeiten.

## Geschichte
Ein Ort namens Machala wird erstmals 1573 als indigene Ansiedlung der Machala-Indianer (27 Einwohner) anlässlich der Begründung des Bezirks (Tenencia) Puná des Corregimiento (Vogtei) Guayaquil vonseiten spanischer Konquistadoren erwähnt. Das heutige Machala geht auf eine 1763 unternommene Landzuweisungs- und Ansiedlungsinitiative des Gouverneurs von Guayaquil, Juan Antonio Zelaya, zurück. 1784 richtete die Real Audiencia de Quito den Bezirk Machala der Provinz Guayaquil ein. Der Ort wurde während der Kolonialzeit zunehmend zum Zentrum der für die Landschaft fruchtbaren Umgebung, die vor allem durch Kakaoanbau bedeutend war.
Als Guayaquil 1820 seine Unabhängigkeit ausrief, schloss sich Machala rasch an. Nachdem 1822 die Bildung einer eigenen, nach dem legendären Puná-Häuptling Tumbalá benannten Provinz scheiterte, bildete Machala ab 1824 einen Kanton der Provinz Guayaquil von Neugranada und ab 1830 des neuen Staates Ecuador. Die Stadt war grundlegend liberal ausgerichtet, was sich mit den Exportinteressen der Küstenregion erklären lässt. Ihre führenden Bürger unterstützten sowohl die von Guayaquil ausgehende sogenannte Märzrevolution des Jahres 1845, die Präsident Juan José Flores stürzte, als auch die Liberale Revolution unter Eloy Alfaro im Jahr 1895. 1884 wurde Machala offiziell zur Hauptstadt der neu gegründeten Provinz El Oro, die bereits 1882 während eines Bürgerkriegs von Zaruma aus ausgerufen worden war. 1883 richtete die ecuadorianische Regierung offiziell den Hafen Puerto Bolívar (zunächst als Puerto Huaylá) ein, 7 km vom Stadtzentrum am Golf von Guayaquil des Pazifik gelegen. Seit 1900 war dieser über eine Eisenbahnlinie mit Machala und Pasaje verbunden. Trotz wiederholter Bemühungen scheiterte jedoch der Anschluss der Bahnlinie an die Strecke Guayaquil/Durán–Quito.
Während des Peruanisch-Ecuadorianischen Krieges wurde Machala zunächst von den überlegen ausgestatteten peruanischen Truppen bombardiert und Ende Juli 1941 besetzt, nachdem Fallschirmjäger zunächst den Hafen eingenommen hatten. Ein hierbei entstandener Großbrand richtete bedeutenden Schaden an. Die Besetzung endete nach Unterzeichnung des Protokolls von Rio de Janeiro (1942).
Seit 1969 ist Machala Sitz eines römisch-katholischen Bistums, das zur Kirchenprovinz Cuenca gehört. Kathedrale, also Hauptkirche ist die Catedral Nuestra Señora de la Merced.

## Sehenswürdigkeiten und Infrastruktur

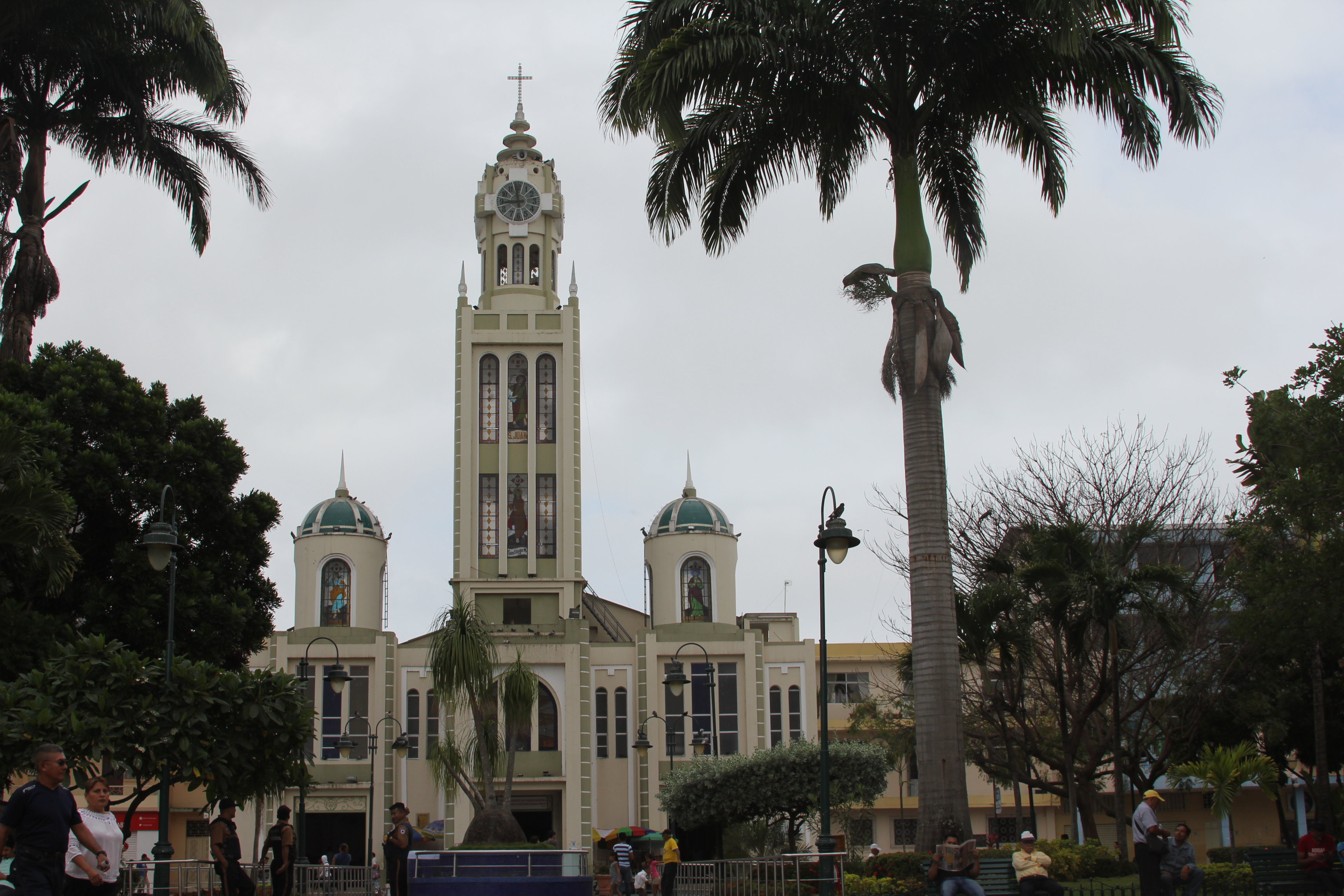
Kathedrale von Machala

Trotz langer Geschichte weist die Stadt keine nennenswerte Kolonial- oder anderweitige repräsentative Architektur aus, die Urbanisierung fand während des Kakaobooms der zweiten Hälfte des 19. Jahrhunderts und in noch stärkerem Maße während des Bananenbooms nach dem Zweiten Weltkrieg statt. Das bekannteste Monument und Wahrzeichen der Stadt ist die Statue des Bananeros, eines Bananenarbeiters mit einem geschulterten Strunk voll der Bananen. In der Stadt findet jährlich im September eine internationale Messe für Bananen und landwirtschaftliche Produkte statt, die von ecuadorianischen Tourismusbehörden beworben wird, und auf der auch die „Weltbananenkönigin“ und der „Weltbananenkönig“ gewählt werden. Gegenüber von Puerto Bolívar befindet sich der Archipel Jambelí, der auf der Seite zum offenen Golf über vielbesuchte Sandstrände verfügt.
Machala hat einen kleinen, mittlerweile geschlossenen Flughafen (Aeropuerto General Manuel Serrano, IATA-Code MCH). Bis 2004 unterhielt die TAME Flüge nach Quito und Guayaquil, die im März und Juni 2007 wieder aufgenommen werden hätten sollen, jedoch nach einer Entscheidung der ecuadorianischen Luftfahrtaufsichtsbehörde, den Flughafen Machala nicht für Großraumflugzeuge freizugeben, suspendiert blieben.
Neben zahlreichen Oberschulen gibt es in Machala eine technische Universität, die 1969 gegründete staatliche Universidad Técnica de Machala, an der insgesamt 44 Studiengänge mit Schwerpunkten in Handel, Landwirtschaft und Biologie unterrichtet werden.

## Persönlichkeiten
- Gabriel Achilier (* 1985), Fußballspieler
- Jordy Caicedo (* 1997), Fußballspieler

## Municipio
Das 207,1 km² große Municipio Machala hatte beim Zensus 2010 241.606 Einwohner. Es umfasst folgende Parroquias urbanas („städtisches Kirchspiel“):
- 9 de Mayo (⊙)
- El Cambio (⊙)
- Jambelí (⊙)
- Jubones (⊙)
- La Providencia (⊙)
- Machala
- Puerto Bolívar (⊙)